# Mervyn Johns
Mervyn Johns, född 18 februari 1899 i Pembroke, Wales, död 6 september 1992 i Northwood, London, England, var en brittisk skådespelare. Bland hans över 100 roller i film och TV kan nämnas Bob Cratchit i Brian Desmond Hursts filmatisering av En julsaga 1951, Andarnas natt. Han är far till skådespelaren Glynis Johns.

## Filmografi, urval
- 1939 – Värdshuset Jamaica
- 1945 – Skuggor i natten
- 1948 – Kvartett
- 1951 – Andarnas natt
- 1951 – Det mörka rummet
- 1956 – Moby Dick
- 1956 – 1984
- 1960 – Bilgangstern
- 1961 – I stället för kärlek
- 1963 – Segrarna
- 1964 – I giftigaste laget
- 1965 – Hjältarna från Telemarken